# 西礀子曇
西礀子曇（せいかん すどん）は、南宋出身で臨済宗楊岐派の僧。日本に禅を伝えた二十四流と称する禅傑の一人である。俗姓は黄。

## 生涯
淳祐9年（1249年）、台州仙居県にて生まれる。咸淳元年（1265年）、広度寺で出家した後、承天寺の石楼明や浄慈寺の石帆惟衍に参禅する。咸淳6年（1270年）に石帆惟衍について天童寺に移るが、翌咸淳7年（文永8年/1271年）、北条時宗により日本に招かれ、蘭渓道隆や円爾とともに禅の師となる。弘安元年（1278年）、帰国して天童寺の環渓惟一の下で蔵主を務め、紫岩寺の住持となり、また径山寺の雲峰妙高に参じた。
至元27年（1290年）には潭州天柱寺の住持となった。大徳3年/正安元年（1299年）に元の成宗の命により一山一寧とともに再度来日する。日本では円覚寺6世、建長寺11世を務めた。また、後宇多上皇に法を説き、北条貞時は弟子の礼をとった。嘉元4年10月28日（1306年12月12日）、正観寺で示寂。諡号は大通禅師。弟子に明岩正因・安東円恵がおり、その法系を大通派あるいは西礀派と称する。
その遺風を伝えるものとして勅諡大通禅師行実、大通禅師語録がある。